# Esqui alpino nos Jogos Olímpicos de Inverno de 1998
O esqui alpino nos Jogos Olímpicos de Inverno de 1998 consistiu de dez eventos, realizados entre 10 e 21 de fevereiro de 1998 em Nagano, no Japão.
A maioria das provas foram disputadas em Happo One, Hakuba, com exceção do slalom e slalom gigante que foram disputados na montanha Higashidate em Shiga Kōgen, Yamanouchi. Algumas provas foram adiadas devido a falta de condições meteorológicas.

## Medalhistas
Masculino
| Evento                  | Ouro                           | Prata                                          | Bronze                         |
| ----------------------- | ------------------------------ | ---------------------------------------------- | ------------------------------ |
| Downhill detalhes       | Jean-Luc Crétier FRA França    | Lasse Kjus NOR Noruega                         | Hannes Trinkl AUT Áustria      |
| Slalom detalhes         | Hans Petter Buraas NOR Noruega | Ole Kristian Furuseth NOR Noruega              | Thomas Sykora AUT Áustria      |
| Slalom gigante detalhes | Hermann Maier AUT Áustria      | Stephan Eberharter AUT Áustria                 | Michael von Grünigen SUI Suíça |
| Super-G detalhes        | Hermann Maier AUT Áustria      | Didier Cuche SUI Suíça Hans Knauss AUT Áustria | nenhum                         |
| Combinado detalhes      | Mario Reiter AUT Áustria       | Lasse Kjus NOR Noruega                         | Christian Mayer AUT Áustria    |

Feminino
| Evento                  | Ouro                             | Prata                             | Bronze                            |
| ----------------------- | -------------------------------- | --------------------------------- | --------------------------------- |
| Downhill detalhes       | Katja Seizinger GER Alemanha     | Pernilla Wiberg SWE Suécia        | Florence Masnada FRA França       |
| Slalom detalhes         | Hilde Gerg GER Alemanha          | Deborah Compagnoni ITA Itália     | Zali Steggall AUS Austrália       |
| Slalom gigante detalhes | Deborah Compagnoni ITA Itália    | Alexandra Meissnitzer AUT Áustria | Katja Seizinger GER Alemanha      |
| Super-G detalhes        | Picabo Street USA Estados Unidos | Michaela Dorfmeister AUT Áustria  | Alexandra Meissnitzer AUT Áustria |
| Combinado detalhes      | Katja Seizinger GER Alemanha     | Martina Ertl GER Alemanha         | Hilde Gerg GER Alemanha           |

## Quadro de medalhas
| Ordem | País               | Medalha de ouro | Medalha de prata | Medalha de bronze |    |
| ----- | ------------------ | --------------- | ---------------- | ----------------- | -- |
| 1     | AUT Áustria        | 3               | 4                | 4                 | 11 |
| 2     | GER Alemanha       | 3               | 1                | 2                 | 6  |
| 3     | NOR Noruega        | 1               | 3                |                   | 4  |
| 4     | ITA Itália         | 1               | 1                |                   | 2  |
| 5     | FRA França         | 1               |                  | 1                 | 2  |
| 6     | USA Estados Unidos | 1               |                  |                   | 1  |
| 7     | SUI Suíça          |                 | 1                | 1                 | 2  |
| 8     | SWE Suécia         |                 | 1                |                   | 1  |
| 9     | AUS Austrália      |                 |                  | 1                 | 1  |
| TOTAL | TOTAL              | 10              | 11               | 9                 | 30 |